# 5825-ös mellékút (Magyarország)
Az 5825-ös mellékút egy bő 15 kilométeres hosszúságú, négy számjegyű mellékút Baranya vármegye és Somogy vármegye határvidékén; két, közvetlenül a déli országhatár mellett fekvő községet köt össze részint egymással, részint pedig északi szomszédaikkal és a térséget kelet-nyugati irányban feltáró országúttal.

## Nyomvonala
Drávafok lakott területének nyugati szélén, a már megszűnt Középrigóc–Villány-vasútvonal egykori drávafoki vasútállomásától néhány lépésnyire ágazik ki az 5804-es útból, annak a 42+200-as kilométerszelvénye közelében, nagyjából délnyugati irányban. Kicsivel a negyedik kilométere előtt nyugatabbnak fordul, és hamarosan átlép Felsőszentmárton területére. 5,2 kilométer megtétele után beletorkollik dél felől, majdnem pontosan 10 kilométer megtétele után az 5829-es út – mely Drávakeresztúrtól húzódik idáig –, pár száz méterrel ezután pedig eléri a lakott terület keleti szélét. A faluközpontig a Fő utca, onnan nyugatabbra a Szent László utca nevet viseli, amíg – körülbelül 7,4 kilométer megtételét követően – ki nem lép a település házai közül.
A 9+250-es kilométerszelvénye táján szeli át a következő település, Szentborbás (és Somogy vármegye) határszélét, ahol egyúttal északnyugati, nem sokkal később pedig még északabbi irányba fordul. 10,4 kilométer után éri el e község első házait, belterületi szakaszán, mely majdnem pontosan egy kilométer hosszú, itt is a Fő utca nevet viseli. A belterületről kilépve kissé keletebbi irányt vesz, 12,1 kilométer után pedig eléri Lakócsa déli határát. Egy darabig Tótújfalu keleti határszélét kíséri, de lakott helyeket ott nem érint, s a 13. kilométerénél már teljesen lakócsai területek közt jár. Utolsó másfél kilométeres szakaszán keleti irányban halad – 14,6 kilométer után már belterületen, Dózsa György utca néven –, és nem sokkal ezután, a faluközpont nyugati részén véget is ér, beletorkollva az 5804-es útba, annak a 47+800-as kilométerszelvénye közelében.
Teljes hossza, az országos közutak térképes nyilvántartását szolgáló kira.kozut.hu adatbázisa szerint 15,268 kilométer.

## Története
A Kartográfiai Vállalat 1990-ben megjelentetett Magyarország autóatlasza a Drávafok-Felsőszentmárton közti szakaszát pormentesként, fennmaradó részét egy fokozattal gyengébb minőségre utaló jelöléssel, portalanított útként tünteti fel.

## Települések az út mentén
- Drávafok
- Felsőszentmárton
- Szentborbás
- (Tótújfalu)
- Lakócsa